# Philaeus raribarbis
Philaeus raribarbis là một loài nhện trong họ Salticidae.
Loài này thuộc chi Philaeus. Philaeus raribarbis được J. Denis miêu tả năm 1955.